# Scaphosepalum digitale
Scaphosepalum digitale är en orkidéart som beskrevs av Carlyle August Luer och Alexander Charles Hirtz. Scaphosepalum digitale ingår i släktet Scaphosepalum och familjen orkidéer.
Artens utbredningsområde är Ecuador. Inga underarter finns listade i Catalogue of Life.